# ダンマーム駅
ダンマーム駅（ダンマームえき）はサウジアラビア東部州ダンマームにある鉄道駅。ダンマームリヤド線の起点駅となっており、東部州にある3駅のうち最も活発に旅客輸送が行われている。また、サウジアラビア鉄道公社の営業所としての役割も担っている。

## 駅構造
6つの頭端式ホームをもち、それを囲うように駅舎がある。駅舎は、1978年にイタリアの建築家ルチオ・バルベラによって設計され、1981年に開業した。構内にはカフェ、モスク、ビジネスラウンジ、レンタカー店などが入る。

## 延伸計画
当駅からダンマームリヤド線をニュームウェイ経由でジッダまで延長する構想がある。